# Цербер (созвездие)

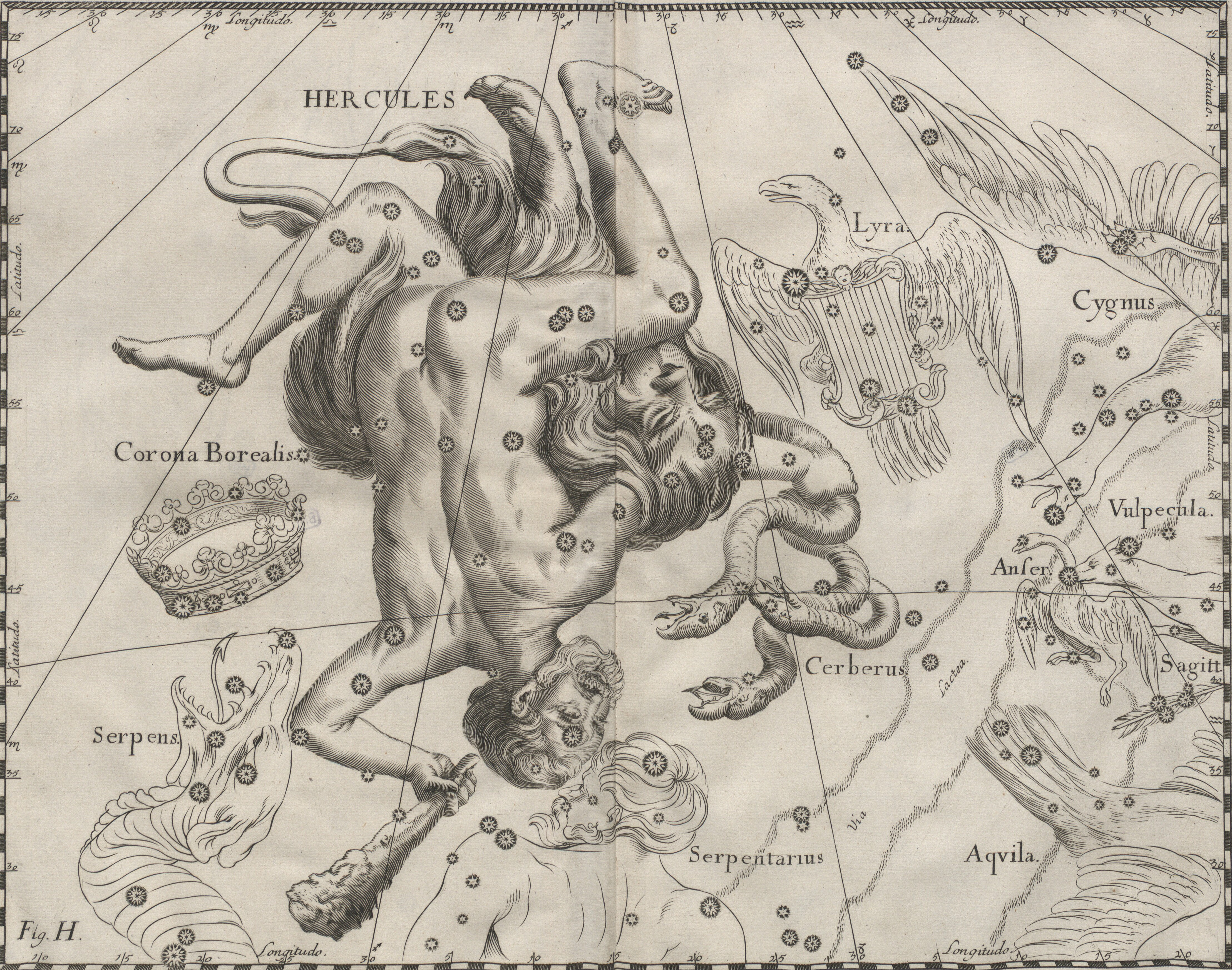
Изображение двух графически связанных созвездий Hercules и Cerberus из атласа «Уранография».

Це́рбер (лат. Cerberus) — созвездие северного полушария неба.
Новое созвездие, введено Яном Гевелием в 1690 году в небесном атласе «Уранография». Не было принято астрономическим сообществом и не входит в список современных созвездий. В атласе Гевелия изображало трёхголового драконоподобного пса Цербера, схваченого могучей рукой Геракла (созвездие Геркулес из звёздного каталога «Альмагеста» Клавдия Птолемея). Ныне включено в созвездие Геркулес.